# Onykia appellofi
Onykia appellofi är en bläckfiskart som först beskrevs av Pfeffer 1900.  Onykia appellofi ingår i släktet Onykia och familjen Onychoteuthidae. Inga underarter finns listade i Catalogue of Life.